# Lafresguimont-Saint-Martin
Lafresguimont-Saint-Martin – miejscowość i gmina we Francji, w regionie Hauts-de-France, w departamencie Somma.
Według danych na rok 1990 gminę zamieszkiwało 470 osób, a gęstość zaludnienia wynosiła 18 osób/km² (wśród 2293 gmin Pikardii Lafresguimont-Saint-Martin plasuje się na 556. miejscu pod względem liczby ludności, natomiast pod względem powierzchni na miejscu 34.).